# Heimattreue Front

Het gebied van de Oostkantons

Het Heimattreue Front was een politieke organisatie van de Duitse bevolking van de Belgische Oostkantons, die aansluiting bij het Duitse Rijk nastreefde. Het Heimattreue Front werd in 1933 opgericht.
De kantons Eupen-Malmedy-Sankt Vith werden in overeenstemming met de Verdrag van Versailles in 1920 bij België gevoegd. In een overgangsfase van 1920 tot 1925 werden ze bestuurd door generaal Baltia om nadien onderdeel van de provincie Luik uit te gaan maken. Vanaf 1925 werden de inwoners pas gelijkgesteld aan de overige inwoners van België. Tot die tijd hadden de inwoners bijvoorbeeld geen stemrecht gehad.
De annexatie door een anderstalig land leidde tot spanningen bij het Duitstalige deel van de bevolking waardoor er stemmen opkwamen die de wens tot aansluiting bij Duitsland uitten. In 1933 verenigden zij zich door de oprichting van het Heimattreue Front, wat samen viel met de opkomst van het Nationaalsocialisme in het Duitse Rijk. Vanuit nazi-Duitsland werd de beweging financieel en logistiek ondersteund door de Verein für das Deutschtum im Ausland maar lang niet alle leden waren nationaalsocialistisch. In de rest van België werd met argwaan gekeken naar het front en in mei 1934 werd met kleine meerderheid een wetsvoorstel aangenomen dat het mogelijk maakte het staatsburgerschap van ongewenste elementen af te nemen. Dit gebeurde met vier belangrijke leden van het Heimattreue Front in Eupen, die het land werden uitgezet.
Tijdens de verkiezingen van 1939 haalde het Heimattreue Front 45,1% van de stemmen in Eupen-Malmedy, wat beduidend minder was dan andere Duitsland-georiënteerde partijen in het Sudetenland, Danzig en Memel die meer dan 80% van de stemmen haalden, maar het was wel de grootste partij in het gebied. In de gemeenteraad van Eupen had het Heimattreue Front vanaf 1934 tot de annexatie door Duitsland in 1940 zelfs de absolute meerderheid. Tijdens de inval in dat jaar werden de Duitse troepen dan ook door velen als bevrijders onthaald en de daarop volgende annexatie werd als Heim ins Reich betiteld.